# Quadrícula negra
Quadrícula negra (en alemany: Schwarzer Raster) és una pintura a oli sobre tela realitzada per l'artista rus Vassili Kandinski el 1922.
Pintada en l'auge de la seva creativitat, aquesta pintura inclou la seva teoria sobre les emocions que les línies, les formes i els colors transmeten. El vermell donava la impressió del so d'un tambor, mentre que el verd expressava el so d'un violí tranquil. Les línies verticals del quadre són fredes, i les horitzontals calentes, fortes i grogues. Aquest treball presenta contrasts com la de la maduresa de les línies corbes amb la joventut de les línies angulars.